# Klunderburg

Emder Klunderburg um 1920

Renaissancefassade der Klunderburg (Hofseite): Terrakotta-Fries (um 1904)

Die Klunderburg war ein repräsentatives Wohn- und Geschäftshaus in Emden.

## Geschichte
Die frühe Geschichte der Klunderburg ist unklar. Vermutlich wurde sie Anfang des 15. Jahrhunderts erbaut. Zu jener Zeit gehörte sie dem Häuptling Ewo von Borssum. Es folgten mehrere Besitzerwechsel, ehe Folew zu Innhausen und Knyphausen die Burg 1527 für seine Familie als repräsentatives Stadthaus in Besitz nahm. Tido zu Inn- und Kniphausen und seine Gemahlin Eva von Rennenberg kauften Häuser rund um die Klunderburg auf und ließen das Gebäude 1552 im Stil der Renaissance neu errichten. Nach Tidos Tod 1556 nutzte Eva das Gebäude wohl als Witwensitz. 1564 mieteten die Merchant Adventurers das Gebäude von Sivert van Brae als Handelsposten an und zahlten dafür jährlich 6000 Gulden Miete. 1578 wurde im Rittersaal des Gebäudes ein Ostfriesischer Landtag abgehalten. Im selben Jahr fanden in dem Gebäude die ersten Sitzungen des Emder Religionsgesprächs statt, das später aufgrund der großen Beteiligung seitens der Emder Bevölkerung in die Gasthauskirche verlegt wurde. Im 17. Jahrhundert gelangte die Klunderburg durch Heirat in den Besitz der Familie Hane, die das Gebäude 1751 an den preußischen Staat verkaufte. Von 1751 bis 1781 nutzte die Emder Ostasiatische Handelskompanie die Klunderburg als Kontor. 1866 erwarb die Stadt Emden das Gebäude, das danach als Kaserne diente. Während des Zweiten Weltkrieges wurde die Klunderburg bei einem Bombenangriff am 6. September 1944 vollständig zerstört.

## Baubeschreibung
Das aus Backstein und Sandstein erbaute Haus bestand aus einem drei- beziehungsweise zweigeschossigen Vordergebäude mit zwei Seitenflügeln und einem Hof, an dessen Rückseite ein dreigeschossiges Hinterhaus stand, das an die Deichstraße grenzte. Das Vorderhaus war mit einem Fries aus Terrakottaplatten verziert und besaß neun Fensterachsen. Über der überhöhten Tordurchfahrt ließen die Erbauer ein Allianzwappen ihrer Familien Innhausen und Kniphausen sowie Rennenberg anbringen. Im Inneren gab es einen großen Rittersaal.